# Ptikient
Ptikient (ros. Птикент) – wieś w Rosji, w Dagestanie, w rejonie sulejman-stalskim. W 2010 liczyła 262 mieszkańców, głównie Lezginów.